# Павелец (рабочий посёлок)
Па́велец — рабочий посёлок в Скопинском районе Рязанской области России, в 123 километрах от областного центра города Рязани. Административный центр Павелецкого городского поселения.
Население 2153 чел. (2023).
В посёлке находится железнодорожная станция Павелец-Тульский (Павелец-I) Московской железной дороги, от которой происходит название Павелецкого направления Московской железной дороги и Павелецкого вокзала Москвы.

## Название
Посёлок получил название по близлежащему селу Павелец, которое, в свою очередь, названо либо в честь первопоселенца (Павелец — уменьшительное от имени Павел), либо происходит от одноимённого гидронима. Сам ручей, возможно, имеет связь с диалектным словом павел (паук), что указывает на обилие пауков в местности его протекания.
Название посёлка принято произносить Па́велец, хотя вокзал в Москве: Павеле́цкий.

## История
Возникновение и развитие посёлка связывается со строительством в 1900 году станции Рязано-Уральской железной дороги. В конце XIX века село получило известность по добываемому в окрестностях камню, использовавшемуся для возведения московского Храма Христа Спасителя.
С 1927 года имеет статус посёлка городского типа. В ноябре 1941 года Павелец был оккупирован немецко-фашистскими войсками. Освобождён зимой 1941-1942 гг. С апреля по октябрь 1946 года Павелец был центром Павелецкого района.

## Климат
Климат Павельца умеренно континентальный, с морозной, снежной, продолжительной зимой и тёплым, влажным летом. По сравнению с Тулой отличается более низкими зимними температурами и меньшим количеством осадков за год.
| Показатель                    | Янв.  | Фев.  | Март  | Апр.  | Май  | Июнь | Июль | Авг. | Сен. | Окт.  | Нояб. | Дек.  | Год   |
| ----------------------------- | ----- | ----- | ----- | ----- | ---- | ---- | ---- | ---- | ---- | ----- | ----- | ----- | ----- |
| Абсолютный максимум, °C       | 10,6  | 8,3   | 16,3  | 29,3  | 33   | 36,1 | 39,4 | 39,1 | 31,8 | 24,4  | 14,8  | 8,6   | 39,4  |
| Средний суточный максимум, °C | −6,7  | −6,3  | −1    | 10,2  | 19,1 | 23   | 24,7 | 23,3 | 17   | 8,5   | 0,4   | −4,2  | 9,1   |
| Средняя температура, °C       | −9,8  | −9,8  | −4,5  | 5,2   | 13,1 | 17,2 | 19   | 17,4 | 11,5 | 4,6   | −2,1  | −6,8  | 4,7   |
| Средний суточный минимум, °C  | −13,2 | −13,4 | −8,1  | 1,1   | 7,4  | 11,4 | 13,6 | 12,1 | 7    | 1,4   | −4,6  | −9,8  | 0,5   |
| Абсолютный минимум, °C        | −40,4 | −36,5 | −30,6 | −18,1 | −6   | 0,2  | 2,6  | 0,9  | −7,9 | −13,6 | −30,1 | −38,9 | −40,4 |
| Норма осадков, мм             | 28    | 24    | 24    | 35    | 44   | 60   | 72   | 58   | 49   | 46    | 36    | 32    | 508   |
| Источник: Climatebase.ru      |       |       |       |       |      |      |      |      |      |       |       |       |       |

| Показатель                                                        | Янв. | Фев. | Март | Апр. | Май  | Июнь | Июль | Авг. | Сен. | Окт. | Нояб. | Дек. | Год |
| ----------------------------------------------------------------- | ---- | ---- | ---- | ---- | ---- | ---- | ---- | ---- | ---- | ---- | ----- | ---- | --- |
| Средняя температура, °C                                           | −8   | −8,6 | −3,2 | 6,1  | 13,4 | 17,1 | 19,1 | 17,4 | 11,6 | 5,2  | −2,1  | −6,7 | 5,1 |
| Норма осадков, мм                                                 | 32   | 30   | 24   | 37   | 37   | 67   | 68   | 57   | 54   | 57   | 39    | 34   | 536 |
| Источник: Гидрометцентр России - Климат Павельца за 1981-2010 гг. |      |      |      |      |      |      |      |      |      |      |       |      |     |

## Население
| 1939  | 1959  | 1970  | 1979  | 1989  | 2002  |
| ----- | ----- | ----- | ----- | ----- | ----- |
| 2452  | ↗5904 | ↘5000 | ↘3452 | ↗5783 | ↘2207 |
| 2009  | 2010  | 2012  | 2013  | 2014  | 2015  |
| ↘1985 | ↘1963 | ↘1901 | ↘1856 | ↘1797 | ↘1725 |
| 2016  | 2017  | 2018  | 2019  | 2020  | 2021  |
| ↘1661 | ↘1610 | ↗1611 | ↘1591 | ↘1584 | ↗2123 |
| 2023  |       |       |       |       |       |
| ↗2153 |       |       |       |       |       |

## Экономика
В посёлке находятся предприятия железнодорожного транспорта, завод станочных узлов и деталей (не функционирует), заводы по производству замков, консервных банок и мебели (не функционирует). Есть также элеватор и хлебокондитерская пекарня.

## Достопримечательности

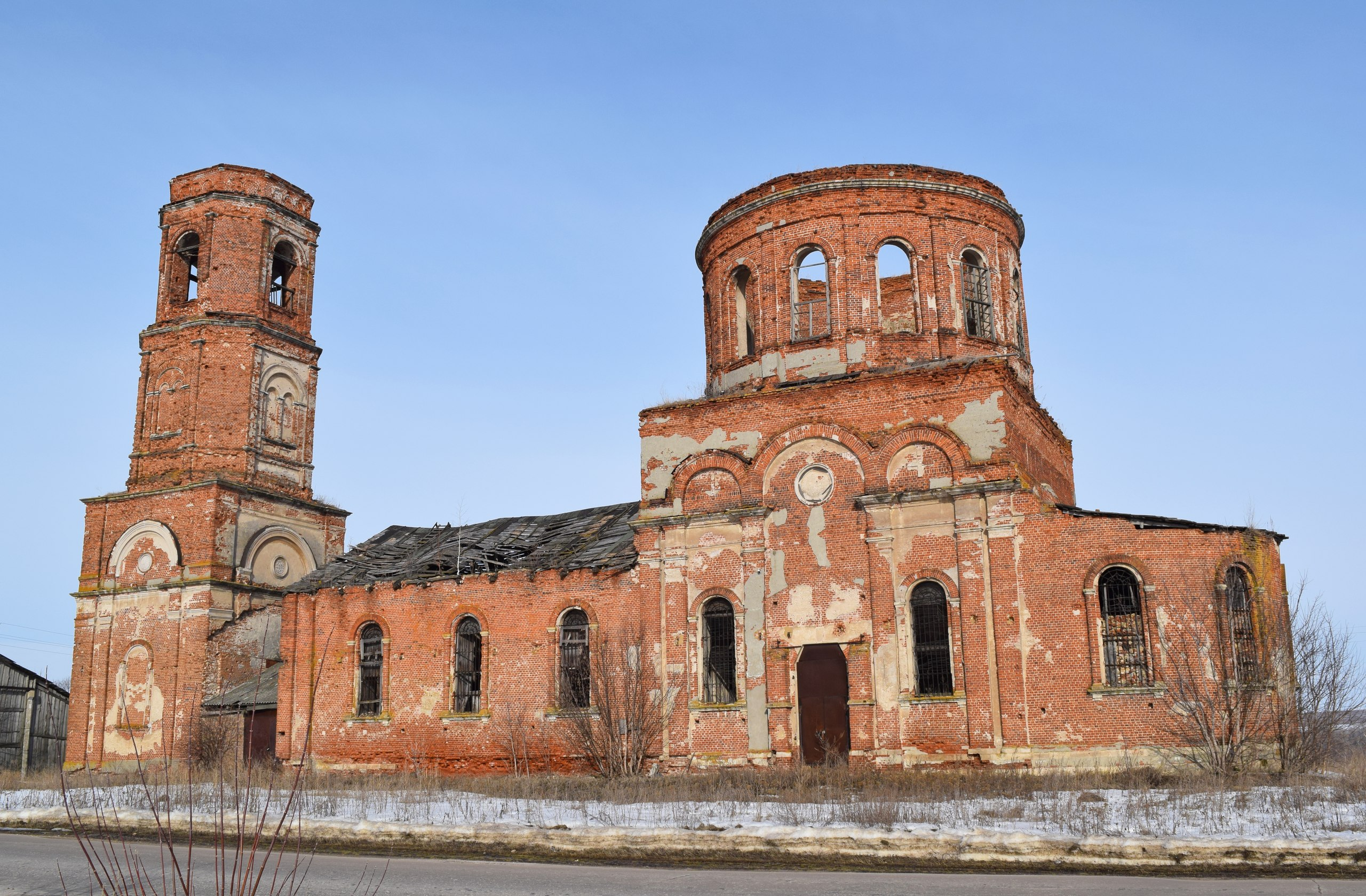
Архангельская церковь в селе Павелец

В центре Павельца возвышается монумент с артиллерийским орудием в память о победе над немецко-фашистскими войсками зимой 1942 года.
В одноимённом селе (находится в 5 километрах севернее посёлка) сохранились остатки церкви Михаила Архангела (XIX век).
Всего в сёлах вокруг Павельца находятся 7 церквей, которые построены таким образом, чтобы с одной обязательно можно было видеть другую. Так, зажигая сигнальный огонь на колокольнях, предупреждали о приближающемся враге.

## Люди, связанные с посёлком
В посёлке родился Герой Советского Союза Сергей Иванов.
В соседнем селе Кремлево родился, а в Павельце вырос и окончил школу Исаев Анатолий Алексеевич (1939-2007 гг.) — доктор географических наук, профессор МГУ, известный отечественный климатолог, на протяжении долгих лет заведующий метеорологической обсерваторией МГУ. 
Герой социалистического труда Курташин Владимир Егорович родился 2 сентября 1932 года в селе Кремлево Горловского, ныне Скопинского района Рязанской области в семье рабочих.